# Каськів Олег Володимирович
Оле́г Володи́мирович Ка́ськів (нар. 20 січня 1973, с. Староміщина) — церковний діяч, науковець, митрофорний протоієрей, ректор Івано-Франківської духовної семінарії ім. св. свщмч. Йосафата (2001―2010, вдруге ― від 13 червня 2014 року до 13 вересня 2016 року), синкел у справах духовенства Івано-Франківської Архієпархії УГКЦ. Доктор східного канонічного права (2000). 17.02.2022 року на підставі рішення Сенату Академії та Засновника Академії Високопреосвященного Архієпископа і Митрополита Володимира Війтишина, призначений ректором ПЗВО «Івано-Франківська Академія Івана Золотоустого» (Декрет № 115 від 17.02.2022 року).

## Життєпис
Народився в с. Староміщина, нині Підволочиський район, Тернопільська область, Україна.
Із 1980 по 1990 роки навчався у Підволочиській середній школі. У 1995 році закінчив Івано-Франківську Духовну Семінарію (згодом перейменована на богословсько-катехитичний духовний інститут).
7 квітня 1996 року у с. Підлужжя, Тисменицького району прийняв дияконські свячення з рук єпископа-помічника Івано-Франківської єпархії Преосвященного Єпископа Іринея Білика, ЧСВВ, а 5 травня 1996 року в с. Гошів, Долинського району з рук Правлячого Архієрея Івано-Франківської Єпархії Преосвященного Єпископа Софрона Дмитерка, ЧСВВ отримав ієрейське рукоположення.

### Навчання
У 1996—1998 роках навчався в Папському Східному Інституті в Римі на факультеті Східного Канонічного Права, де захистив ліценціятську роботу на тему: «Партикулярне право УГКЦ у Святих Тайнах Кодексу Канонів Східних Церков». У 1998—2000 роках продовжив навчання на докторських студіях у Папському Східному Інституті і 5 травня 2000 року захистив докторську дисертацію «Історично-юридичний розвиток партикулярного права УГКЦ у світлі Кодексу Канонів Східних Церков». Закінчив юридичний факультет Івано-Франківського інституту права, економіки та будівництва (2004), а 21 грудня 2006 року, рішенням Вченої Ради цього навчального закладу йому присвоєно звання «Doctor Honoris Causa». 15 вересня 2006 року закінчив Київський Міжнародний науково-технічний університет, де здобув кваліфікацію магістра цивільного права.

### Викладацька та адміністративна діяльність
З 1998 року розпочав викладати канонічне та подружнє право у Івано-Франківському Теологічно-Катехитичному Духовному Інституті. 25 березня 2008 року рішенням Вченої Ради Івано-Франківської Теологічної Академії присвоєно вчене звання — доцента. Від грудня 2001 до травня 2010 — ректор Івано-Франківської духовної семінарії. Від травня 2002 — промотор справедливості Івано-Франківської єпархії УГКЦ, викладач Українського Католицького Університету у Львові (2002―2005); у 2003―2008 роках — викладач Катехитично-дяківської академії в м. Чортків. 02 березня 2010 року рішенням Вченої Ради Івано-Франківської Теологічної Академії присвоєно вчене звання — професора. В 2010—2014 роках був Протосинкелом Івано-Франківської єпархії УГКЦ. 13 червня 2014 року призначений Ректором Івано-Франківської духовної семінарії ім. св. свщмч. Йосафата. 24 червня 2014 року іменований синкелом у справах духовенства Івано-Франківської Архієпархії терміном на п'ять років.
Секретар VI сесії Патріаршого Собору УГКЦ, який відбувся у Івано-Франківську 25—27 серпня 2015 року.
13 вересня 2016 року о. Олега Каськіва було переведено з посади ректора семінарії на посаду синкела у справах духовенства та священичих родин Івано-Франківської Архієпархії.
31.10.2019 року Блаженіший Патріарх Святослав іменував радником Душпастирської ради Патріаршої курії УГКЦ. (Декрет № ВА19/330-21).
04.11.2019 року Блаженіший Патріарх Святослав іменував членом робочої синодальної групи для опрацювання регламенту Патріаршого Собору УГКЦ. (Декрет № ВА19/335).
22.01.2020 року Блаженіший Патріарх Святослав іменував адвокатом звичайного трибуналу Верховного Архиєпископа УГКЦ. (Декрет № ВА 20/044).
07.02.2020 року Блаженіший Патріарх Святослав іменував членом секретаріату VII сесії Патріаршого Собору УГКЦ. (Декрет № ВА 20/082).
18.10.2019 року іменований парохом парафії «Різдва Пресвятої Богородиці» с. Дубівці, Галицького протопресвітеріату. (Декрет № 619).
11.11.2021 року Високопреосвященний Архієпископ і Митрополит Володимир Війтишин іменував протопресвітером Дубівецького протопресвітеріату Івано-Франківської Архієпархії. (Декрет № 495).
04.01.2022 року на підставі рішення Сенату, Високопреосвященним Архієпископом і Митрополитом Володимиром Війтишиним, призначений ректором Івано-Франківського Богословського Університету імені Св. Івана Золотоустого (Декрет № 07 від 04.01.2022 р)
17.02.2022 року на підставі рішення Сенату Академії та Засновника Академії Високопреосвященного Архієпископа і Митрополита Володимира Війтишина, призначений ректором ПЗВО «Івано-Франківська Академія Івана Золотоустого» (Декрет № 115 від 17.02.2022 року).

## Нагороди
Нагрудний хрест із прикрасами (2001), набедреник, мітра.

## Вибрані публікації[3]

### Книги
- 1. Історично-юридичний розвиток Партикулярного права УГКЦ у світлі Кодексу Канонів Східних Церков, докторська дисертація, Папський Східний Інститут, Рим 2000, — 231 с.
- 2. Виконання, оформлення і захист дипломних робіт студентами Івано-Франківської Теологічної Академії, (методичний посібник), Івано-Франківськ 2001 (співавторство).
- 3. Промови та проповіді, Івано-Франківськ 2004 (співавторство).
- 4. Нарис історії Івано-Франківської (Станиславівської) Духовної Семінарії імені Святого Священномученика Йосафата, Івано-Франківськ 2007. (співавторство).
- 5. Міжнародний аспект правового забезпечення та працевлаштування громадян, Івано-Франківськ — Підволочиськ 2008, — 118 с.
- 6. Виконання, оформлення і захист магістерських робіт, (методичний посібник), Івано-Франківськ 2015  (співавторство).
- 7. Соборна діяльність Київської Церкви. Монографія. — Тернопіль: Терно-граф, 2018—108 с.
- 8. Партикулярне право УГКЦ: джерела, історія, кодифікація. Навчальний посібник. — Івано-Франківськ: Нова Зоря, 2018. — 372 с.
- 9. Кодифікація партикулярного права Української Греко-Католицької Церкви (1997—2018). Монографія. — Івано-Франківськ: Нова Зоря, 2019—168 с.

### Статті
- 1. Перший помісний синод з'єдиненої Церкви, Alma Mater, Українська Папська Колегія в Римі, Рим 1997.
- 2.Нагороди в Українській Греко-Католицькій Церкві, Alma Mater, Українська Папська Колегія в Римі, Рим 2000.
- 3. Партикулярне право УГКЦ: історичний розвиток, Календар Світла, Торонто-Львів 2001.
- 4. Євангелізація і Церковне правило, Матеріали Собору Івано-Франківської Єпархії, Івано-Франківськ 2002.
- 5. Геній Мікельанджело, Нова Зоря, 18 (488), 2002.
- 6. Рецензія на книгу о.д-ра Романа Василіва «Книга пророка Авакума», Нова Зоря, 2005, с.444-447.
- 7. Вибранні юридичні терміни, формули та сентенції, Lingua Latina, Івано-Франківськ 2005, с.230-240.
- 8. Розвиток партикулярного права УГКЦ 1596—2006 рр., Науковий вісник «Добрий Пастир», № 1, Івано-Франківськ 2007, с. 10-20.
- 9. Рецензія на книгу Павла Василіва «Актуальність вчення про Пресвяту Євхаристію у творі Патріарха Йосифа Сліпого „Про Святі Тайни“ (De Sacramentis)», ІФТА, 2007, с.379-380.
- 10. Євхаристія в канонічному праві, Науковий вісник «Добрий Пастир», № 2, Івано-Франківськ 2009, с. 7-13.
- 11. Нагороди в Українській Греко-Католицькій Церкві, Науковий вісник «Добрий Пастир», № 3, Івано-Франківськ 2010, с. 7-10.
- 12. Руська Правда, Науковий вісник «Добрий Пастир», № 4, Івано-Франківськ 2011, с. 31-45.
- 13. Патріарший Собор у ККСЦ, Науковий вісник «Добрий Пастир», № 5, Івано-Франківськ 2014, с. 73-75.
- 14. Перша сесія Патріаршого Собору, Нова Зоря, 8 (1061), 2015.
- 15. Друга сесія Патріаршого Собору, Нова Зоря, 10 (1063), 2015.
- 16. Третя сесія Патріаршого Собору, Нова Зоря, 15 (1068), 2015.
- 17. Четверта сесія Патріаршого Собору, Нова Зоря, 17 (1070), 2015.
- 18. П'ята  сесія Патріаршого Собору, Нова Зоря, 24-25 (1076—1077), 2015.
- 19. Собори Київської Церкви 1050—1590 рр. як один із елементів правотворення, Науковий вісник «Добрий Пастир», № 10-11, Івано-Франківськ 2017, с. 45-60.
- 20. Минуле та сучасність Івано-Франківської (Станіславівської) Духовної семінарії, «Нова Зоря» Івано-Франківськ 2018, матеріали IV науково-практичної конференції.
- 21. Роль греко-католицького духовенства у заснуванні та діяльності товариства «Просвіта» (до 150-річчя створення) // Галичина. Науковий і культурно-просвітній краєзнавчий часопис Прикарпатського Національного Університету імені Василя Стефаника", 2018. Ч. 31, С. 231—236.
- 22. Наукова діяльність Єпископа Софрона Мудрого, Scientific Journal «Virtus», Issue # 35, June, 2019, С. 25-27.
- 23. Liturgical books of the Kyivan Church — source of particular law, Scientific Journal «Virtus», Issue # 36, September, 2019, P. 15-18.
- 24. Church of Kyiv sobors — the source of the particular law of the UGCC, Scientific Journal «Virtus», Issue # 37, October, 2019, p. 25-28.
- 25. Councils of the Kiev Church (1051—1274) — A source of particular law of the UGCC, Scientific Journal «Virtus», Issue # 41, February , 2020, p. 21-23.
- 26.The Kobryn synod of 1626 — the source of the particular law of the UGCC, Scientific Journal «Virtus», Issue # 42, March, 2020, p. 17-19.
- 27. The synod of Zamosc 1720 — a source of the particular law of the UGCC, Scientific Journal «Virtus», Issue # 50, January, 2021, p. 15-18.
- 28. 300 — літня історія села Дубівці, Нова Зоря, 37 (1381), 2021.
- 29. Вплив єпископа Софрона Мудрого на семінарійну формацію та кадрову політику Івано-Франківської єпархії, Науковий вісник «Добрий Пастир», № 16, Івано-Франківськ 2021, с. 10-26.
- 30. Роль єпископа Софрона Мудрого в реорганізації Івано-Франківського Теологічно-Катехитичного Духовного Інституту в Івано-Франківську Теологічну Академію (1994—2014 рр.), Вісник Львівського університету. Серія філос.-політолог. студії. 2022. Випуск 42, c. 55–61.
- 31. Вплив єпископа Софрона Мудрого на видавничу діяльність в Українській Греко-Католицькій Церкві, Вісник Львівського університету. Серія філос.-політолог. студії. 2022. Випуск 44, c. 34–40.
- 32. Вплив отця Софрона Мудрого на розвиток проповідництва в Українській Греко-Католицькій Церкві (1960-1993 рр.)